# Organohydraziny

Asymetrický dimethylhydrazin

Organohydraziny (R2N−NR2) jsou organické sloučeniny obsahující dva atomy dusíku spojené kovalentní vazbou, obsahující jeden až čtyři alkylové nebo arylové substituenty, jedná se deriváty anorganické sloučeniny hydrazinu (H2N−NH2), kde je jeden nebo více atomů vodíku nahrazeno uhlovodíkovými skupinami.

## Výroba
- 1,1-dimethylhydrazin se vyrábí redukcí N-nitrosodimethylaminu.[2]
- Redukcí benzendiazoniumchloridu chloridem cínatým a kyselinou chlorovodíkovou vzniká fenylhydrazin.[2]
- 2,4-dinitrofenylhydrazin se vyrábí reakcí 1-chlor-2,4-dinitrobenzenu s hydrazinem.[2]
- Tetrafenylhydrazin vzniká oxidací difenylaminu manganistanem draselným v acetonu.[2]

## Rozdělení
Hydraziny se podle míry substituce dělí na tři skupiny. Asymetricky disubstituované hydraziny mají oba substituenty navázány na stejný dusík a jsou to, podobně jako monosubstituované hydraziny, bezbarvé kapaliny. Alfatické monosubstituované a asymetricky disubstituované hydraziny jsou dobře rozpustné ve vodě, silně zásadité, a jedná se o dobrá redukční činidla. Aromatické monosubstituované a asymetricky disubstituované hydraziny se ve vodě rozpouštějí hůře a jsou slabšími zásadami i redukčními činidly. Alifatické hydraziny se vyrábějí reakcemi hydrazinu s alkylačními činidly, jako jsou alkylhalogenidy, nebo redukcemi nitrososloučenin. Aromatické hydraziny se získávají redukcemi aromatických diazoniových solí.
Symetricky disubstituované hydraziny mají na každý dusík navázány po jedné uhlovodíkové skupině. Podobně jako asymetricky disubstituované hydraziny jsou kapalné, ovšem mívají vyšší teploty varu. Alifatické jsou silně zásadité, mají redukční účinky, a rozpouští se ve vodě, aromatické se nerozpouští. Symetricky disubstituované hydraziny se vyrábějí redukcemi nitrosloučenin v zásaditých roztocích nebo redukcemi azinů.
Tri- a tetrasubstituované alifatické hydraziny jsou slabé zásady nerozpustné ve vodě. Příslušné arylhydraziny jsou nerozpustné pevné látky téměř postrádající zásaditost, reagující s koncentrovanou kyselinou sírovou za vzniku fialových nebo tmavě modrých sloučenin.

## Použití
Fenylhydrazin a 2,4-dinitrofenylhydrazin byly používány v analytické chemii ke stanovování karbonylových sloučenin. Fenylhydrazin se používal při zkoumání struktury sacharidů, kde se využívaly jeho reakce s aldehydovými skupinami za vzniku krystalů fenylhydrazonů nebo osazonů.

## Příklady
- monomethylhydrazin, s jedním atomem vodíku nahrazeným methylovou skupinou; příležitostně používaný jako raketové palivo
- 1,1-dimethylhydrazin a 1,2-dimethylhydrazin mají dva atomy vodíku nahrazené methyly. 1,1-dimethylhydrazin se snadněji vyrábí a je častým raketovým palivem.
- gyromitrin a agaritin, deriváty hydrozinu vyskytující se v pečárce dvouvýtrusé (Agaricus bisporus). Gyromitrin je metabolizován na monomethylhydrazin.
- Isoniazid, iproniazid, hydralazin, a fenelzin, léčiva obsahující hydrazinové skupiny
- 2,4-dinitrofenylhydrazin se používá při zjišťování přítomnosti ketonů a aldehydů.
- fenylhydrazin, C6H5NHNH2, první známý organohydrazin